# Geshe Rabten Rinpoche

Ven. Geshe Rabten Rinpoche

Geshe Rabten Rinpoche (n. 1920, Dhargye - d. 1986) este considerat a fi unul dintre cei mai eminenți pionieri ai buddhismului tibetan în Europa și un Maestru de meditație deplin realizat. A studiat timp de 20 de ani la Universitatea Monastică Sera din Lhasa, Tibet, până la exilul său în 1959, anul în care Tibetul a fost invadat de poporul comunist chinez. Începând cu anul 1968, a fost în contact cu discipoli occidentali în India.
A scris un număr larg de cărți importante asupra Dharmei și a întemeiat împreună cu principalul său discipol Gonsar Tulku Rinpoche mai multe centre de studii: Centrul "Rabten Choeling" pentru Înalte Studii Tibetane din Elveția, Tashi Rabten în Austria, Ghe Phel Ling în Italia, Centrul Tibetan în Germania.
Geshe Rabten a fost principalul fondator al unei tradiții pure și complete a Dharmei în Europa și primul Maestru tibetan căruia Sfinția sa, cel de-al XIV-lea Dalai Lama, i-a încredințat personal misiunea de a preda Dharma occidentalilor.

## Biografie
Geshe Rabten Rinpoche s-a născut în Tibet în anul 1920 și în anul 1964 devine unul din asistenții de filozofie ai S.S. Dalai Lama.
Geshe Rabten, de tânăr și-a urmărit fără distrageri și cu perseverență decizia sa puternică de a studia Dharma. Pe când avea optsprezece ani, Gheșe Rabten a plecat într-o călătorie de trei luni, pornind din locurile sale natale din Kham, din Tibetul de Est, și ajungând la Lhasa, în Tibetul Central, acolo unde a devenit călugăr în universitatea monastică Sera. Ajuns la mânăstire, devine călugăr și studiază și practică intens pentru mulți ani. În scurt timp, atât profesorii cât și ceilalți studenți și-au dat seama de trăsăturile sale magnifice de caracter. În timp ce studia și medita, el a trecut prin greutăți incredibile. De aceea, profesorii și ceilalți studenți i-au dat numele de Milarepa. Datorită clarității și preciziei dezbaterilor sale logice, el a fost comparat cu Dharmakirti, marele logician Buddhist. După ce a studiat în jur de douăzeci de ani.
După ce trece cu succes toate probele și dezbate subiecte filosofice profunde, cu o precizie și o logică de fier ce îl caracterizează, primește titlul de Geshe în fața a mii de călugări prezenți la examinare din cele trei mari mănăstiri. I s-a conferit titlul cel mai înalt, de „Gheșe Lharampa”. Aceasta este cea mai mare onoare, care este acordată de către examinatori și de către Sfinția Sa Dalai Lama.
În anul 1964, Gheșe Rabten a fost ales pentru postul de asistent în filosofie al S.S. Dalai Lama, având atât sarcina de a-l asista pe Sfinția Sa în timp ce primea învățături de la cei doi tutori ai săi, cât și cea de a se angaja în dezbateri cu Sfinția Sa, pe marginea subiectelor filosofice. Cu toate că buddhismul se răspândește deja de ceva timp și în Occident, puțini dintre cei interesați au acces să descopere în profunzime despre viața și pregătirea unui Maestru spiritual (ghe-she în lb. tibetană prieten virtuos) sau a unui Guru, ceea ce în sanscrită înseamnă greu (în calități).

în stânga Maestrul Gonsar Rinpoche ce a preluat responsabilitățile Maestrului său Geshe Rabten de a preda Dharma în Europa.

Viața sa înfățișează adevăratul stil de viață al unui maestru buddhist tibetan, iar astfel devine și o valoroasă învățătură și călăuză pentru adevăratul practicant al Dharmei.
În anul 1964, Gheșe Rabten a fost ales pentru postul de asistent în filosofie al S.S. Dalai Lama, având atât sarcina de a-l asista pe Sfinția Sa în timp ce primea învățături de la cei doi tutori ai săi, cât și cea de a se angaja în dezbateri cu Sfinția Sa, pe marginea subiectelor filosofice.
În 1975 Geshe a fost invitat în Elveția de către comunitatea tibetană și de discipoli occidentali. În același an, el a fondat cinci dintre cele mai importante centre de studii ale buddhismului tibetan în mai multe țări europene. Până la moartea sa, el și-a consacrat întreaga energie în mod altruist ființelor, predându-le învățăturile inspirate și consolatoare ale lui Buddha.
Din 1986, de când Venerabilul Gheșe Rabten a decedat, Gonsar Rinpoce a continuat activitățile maestrului său, după ce și-a petrecut treizeci și trei de ani ca cel mai apropiat discipol al acestuia. În prezent, Gonsar Rinpoce este directorul Centrului „Rabten Choeling” din Mont Pèlerin (Elveția), precum și al celorlalte centre Rabten din Europa. El predă periodic învățături, direct în limbile engleză, franceză, germană și tibetană.
Subiectele învățaturilor lui Geshe Rabten erau nelimitate, tratând atât probleme de logică, filozofie, psihologie, fenomenologie, cât și metode de meditație extrem de vaste și profunde din Sutre și Tantre sau doar sfaturi practice pentru viața cotidiană. Din fericire, o parte din învățăturile predate în lumea occidentală de către Geshe s-au păstrat datorită tehnicilor moderne de înregistrare.

## Citate
„Atitudinea egoistă, centrarea doar pe propria persoană și urmărirea interesului personal este principala cauză a tuturor nefericirilor noastre. În schimb, altruismul și atitudinea binevoitoare față de ceilalți și toate ființele simțitoare devine cauza tuturor fericirilor prezente și viitoare.”  Sursa: din volumul „Un lama tibetan în căutarea adevărului”, Editura Herald.
„Cel mai mare bine pe care îl putem face celorlalți este acela de a le oferi mijloacele prin care să scape de egoism și cu care să-și dezvolte altruismul și compasiunea față de toate ființele simțitoare.”
“Observați cât de bucuroși sunteți dacă cineva vă vine în ajutor când sunteți în dificultate. Ca și noi, ceilalți sunt fericiți când le alinăm durerea. De aceea trebuie să acționăm spre binele celorlalți, căci n-am putea justifica faptul că vrem să fim ajutați fără ca noi să-i ajutăm pe alții.” Sursa: din volumul "Comorile Dharmei", Editura Rabten.

## Rabten Tulku Rinpoche

Tânărul Rabten Tulku Rinpoche, la vizita sa în România, septembrie 2015.

Extraordinarele semne care s-au văzut la moartea lui Geshe, în 1986, i-au făcut pe discipolii lui să își dea seama că nu erau doar martorii decesului unui mare învățător, ci și la cel al unui maestru cu adevărat iluminat. În lunile care au urmat morții sale, în timp ce meditau, numeroși studenți au avut experiența unei apropieri neobișnuite a lui Geshe.
Gonsar Rinpoche, cel mai drag și mai apropiat discipol al lui Geshe, i-a descoperit încarnarea trei ani mai târziu. După o serie minuțioasă de consultări cu S.S. Dalai Lama și cu diverse alte surse cu autoritate, dintre 180 de posibili candidați, Kelsang Tsering, fiul Dl. Tenzin Dargye și al Dnei. Pasang Gyalmo a fost confirmat ca fiind adevărata încarnare a lui Geshe Rabten Rinpoche.
În primăvara anului 1998, la mănăstirea  Rabten Choeling de lângă lacul Geneva, Rabten Tulku Rinpoche (pe atunci în vârstă de zece ani) a predat prima sa învățătură, în fața unui grup de două sute de persoane. Pe neașteptate și fără să se pregătească, tânărul Rinpoche a dat oamenilor sfaturi despre luarea refugiului. El a vorbit în maniera clară și specială caracteristică lui Geshe Rabten. Ascultătorii au fost profund mișcați, mulți dintre foștii discipoli ai lui Geshe Rabten având lacrimi în ochi.

## Traduceri publicate în limba română
- Comorile Dharmei, traducător: Mircea Costin Glăvan, Editura Herald, Colecția Himalaya, București, 2012, 256 p. ISBN 978-973-111-263-3
- Viața unui călugăr tibetan, traducător: Mircea Costin Glăvan, Editura Rabten, Colecția Rabten, București, 2017, 360 p. ISBN 978-973-111-181-0
- Meditația și viața cotidiană, traducător: Mircea Costin Glăvan, Editura Herald, Colecția Himalaya, București, 2013, 224 p. ISBN 978-973-111-365-4
- Un lama tibetan în căutarea adevărului , traducător: Mircea Costin Glăvan, Editura Herald, Colecția Himalaya, București, 2010, 320 p. ISBN 978-973-111-181-0
- Mintea în buddhismul Mahayana , traducător: Walter Fotescu, Editura Herald, Colecția Himalaya, București, 2013, 192 p. ISBN 978-973-111-380-7